# Rosalina
Rosalina is een personage uit de Super Mario-serie, dat voor het eerst verscheen in het computerspel Super Mario Galaxy in 2007.

## Luma's
Rosalina is de geestelijk moeder van de Luma's en lijkt qua karakter sterk op Princess Peach. Ze beschermt de kosmos en de Luma's.
Rosalina's band met de Luma's – een soort sterrenwezentjes – ontstond al vroegtijdig. Heel lang geleden vond Rosalina een oud ruimteschip met een Luma erin, die zat te wachten op haar moeder. Rosalina hielp de kleine Luma om haar moeder te vinden. Na een lange reis vonden ze samen de moeder van de kleine Luma. Rosalina voelde zich daarna heel erg alleen. De Luma's voelden zich enigszins verantwoordelijk en hielpen haar, zoals Rosalina de kleine Luma hielp.
Samen met de Luma's bouwde Rosalina een enorm observatorium: de Comet Observatory. Eén keer in de 100 jaar vliegt het observatorium over Rosalina's favoriete plek: het Mushroom Kingdom.
In het spel Super Mario Galaxy 2 verschijnt Rosalina als een schaduwachtige vorm om hulp te geven in moeilijke werelden. Later in het spel verschijnt ze wanneer de speler 120 Power Stars heeft verzameld, en vlak voor de eindscène waarin ze Mario bedankt.
Rosalina is een bespeelbaar personage in Mario Kart Wii. Daar wordt ze begeleid door een gele Luma. In Mario Kart 7 keert ze terug als een sterk personage; er zit dan geen Luma bij haar, dit is ook het geval in Mario Kart 8. Rosalina verschijnt ook in Super Mario 3D World en Mario Party: Island Tour.
In 2018 verschijnt Rosalina in Super Smash Bros. Ultimate. Ze is, samen met Luma, vrij te spelen.

## Prinsessentitel
De vraag of Rosalina een prinses is in het Mario-universum is vrij ingewikkeld. Hoewel ze in de spellen niet met deze titel aangeduid wordt, suggereren bepaalde aanwijzingen en uitspraken dat ze wel een soort koninklijke status heeft. Hoewel Rosalina geen traditionele prinses is, zoals bijvoorbeeld Princess Peach dat wel is, dient Rosalina meer als een kosmische prinses die zorgdraagt voor de kosmos en haar bewoners. Deze rol geeft haar een aparte rol binnen de franchise.

## Baby Rosalina
Baby Rosalina is de jongere versie van Rosalina. Ze werd voor het eerst geïntroduceerd als een ontsluitbaar personage in het spel Mario Kart 8 voor de Wii U. Ze is ook aanwezig in Mario Kart 8 Deluxe, Mario Kart Tour, waarin ze als onderdeel van een update die op 8 oktober 2019 verscheen werd toegevoegd, en Mario Kart World. Ze valt net als de andere baby-personages onder de categorie van lichtgewicht racers.
In Mario Kart Tour heeft ze één alternatieve outfit: Detective Baby Rosalina. In het spel Super Smash Bros. Ultimate is Baby Rosalina onderdeel van de biddybuggy-spirit.

## Andere personages
In een interview vertelde Shigeru Miyamoto dat er plannen waren om andere personages een rol te geven in een Mariospel. Hij dacht hierbij aan een prinses in de ruimte met haar familie van sterren. Tijdens de ontwikkeling van Super Mario Galaxy zou Rosalina eigenlijk familie van Peach gaan worden.
Rosalina is een wijs, vriendelijk, bedachtzaam en moedertype. Ze heeft een hoge bouw in vergelijking met andere vrouwelijke personages in de serie. Haar ogen zijn blauw met een bruine tint op de wimpers, en het haar bedekt haar rechteroog. Rosalina draagt een turquoise avondjurk met lichtpaarse hakken, en een stervormige broche en kroon. In Mario Kart 8 draagt Rosalina een turquoise jumpsuit.

## Stemacteurs
De volgende stemacteurs hebben hun stem ingesproken, met bijbehorende spellen:
Mercedes Rose (2007-2010)Super Mario Galaxy, Mario Kart Wii en Super Mario Galaxy 2
Kerri Kane (2011-2014)Mario Kart 7, Mario Kart Arcade GP DX, Mario Golf: World Tour, Super Smash Bros. voor 3DS en Wii U
Laura Faye Smith (2013-heden)Super Mario 3D World, Mario Kart 8, Mario Party 10, Puzzle & Dragons: Super Mario Bros. Edition, Super Mario Maker, Mario Tennis: Ultra Smash, Mario & Sonic op de Olympische Spelen: Rio 2016

## Lijst van spellen
Rosalina komt voor in de volgende spellen:
| Jaar | Spel                                              | Type                       | Systeem |
| ---- | ------------------------------------------------- | -------------------------- | ------- |
| 2007 | Super Mario Galaxy                                | niet-bespeelbaar           | Wii     |
| 2008 | Mario Kart Wii                                    | na ontgrendeling te spelen | Wii     |
| 2010 | Super Mario Galaxy 2                              | niet-bespeelbaar           | Wii     |
| 2011 | Mario Kart 7                                      | na ontgrendeling te spelen | 3DS     |
| 2013 | Super Mario 3D World                              | na ontgrendeling te spelen | Wii U   |
| 2013 | Mario Party: Island Tour                          | niet-bespeelbaar personage | 3DS     |
| 2013 | Mario Kart Arcade GP DX                           | na downloaden te spelen    | Arcade  |
| 2014 | Mario Golf: World Tour                            | na downloaden te spelen    | 3DS     |
| 2014 | Mario Kart 8                                      | na ontgrendeling te spelen | Wii U   |
| 2014 | Super Smash Bros. voor Nintendo 3DS               | bespeelbaar                | 3DS     |
| 2014 | Super Smash Bros. voor Wii U                      | bespeelbaar                | Wii U   |
| 2015 | Mario Party 10                                    | bespeelbaar                | Wii U   |
| 2015 | Puzzle & Dragons: Super Mario Bros. Edition       | niet-bespeelbaar           | 3DS     |
| 2015 | Super Mario Maker                                 | bespeelbaar                | Wii U   |
| 2015 | Mario Tennis: Ultra Smash                         | bespeelbaar                | Wii U   |
| 2016 | Mario & Sonic op de Olympische Spelen: Rio 2016   | na ontgrendeling te spelen | 3DS     |
| 2017 | Mario Kart 8 Deluxe                               | bespeelbaar                | Switch  |
| 2018 | Super Mario Party                                 | bespeelbaar                | Switch  |
| 2018 | Super Smash Bros. Ultimate                        | na ontgrendeling te spelen | Switch  |
| 2019 | Mario & Sonic op de Olympische Spelen: Tokio 2020 | bespeelbaar                | Switch  |
| 2021 | Mario Golf: Super Rush                            | bespeelbaar                | Switch  |